# Luigi Ionescu
Luigi Ionescu (n. 3 aprilie 1927, Pâncești, județul Bacău - d. 4 octombrie 1994, București) a fost un cântăreț român de muzică ușoară. Începe să cânte de la o vârstă tânără (chiar din timpul liceului) la Bacău. Numele lui rămâne legat de o serie apreciabilă de șlagăre românești sau internaționale interpretate în limba română, cum ar fi „Marina, Marina”. Piesa de referință a carierei lui rămâne „Lalele” compusă de Temistocle Popa. În anul 2001, grupul Suprem pune în circulație o inedită versiune a hitului (aranjament, remix DJ Phantom), în care se pot auzi și fragmente din înregistrarea originală, cu vocea lui Luigi Ionescu.

## Activitatea profesională
Din 1946 participă la concursurile pentru tineret. Este remarcat de marii compozitori ai vremii: Ion Vasilescu, Elly Roman, Henry Mălineanu care scriu pentru el. Gelu Solomonescu, redutabil pianist și șef de formație, îl îndrumă către Teatrul de revistă „Constantin Tănase”. În urma audiției susținute în 1951 este angajat, desfășurându-și apoi întreaga carieră- de o uimitoare longevitate- în cadrul teatrului, până în 1987 când se retrage din viața artistică.

## Distincții
- Ordinul Meritul Cultural clasa a V-a (12 septembrie 1968) „pentru merite deosebite în activitatea muzicală”[1]

## Piese din repertoriu
- „Lalele” – muzica: Temistocle Popa, text: Aurel Storin
- „Zorile”
- „Turturele” – – muzica: Temistocle Popa, text: Angel Grigoriu și Romeo Iorgulescu
- „E primăvară în ianuarie” (Gelu Solomonescu)
- „Viața e prietena mea” – muzica: Florentin Delmar
- „Femeia” – muzica: Henry Mălineanu.

### Articole biografice
- Vă mai amintiți de... Luigi Ionescu, 3 iunie 2009, Nicoleta Zaharia, Adevărul